# Lubovice
Lubovice (polsky Łubowice, německy Lubowitz) jsou vesnice v jižním Polsku ve Slezském vojvodství v okrese Ratiboř v gmině Rudnik. Leží na vysokém břehu Odry zhruba 8 km severně od Ratiboře a 17 km od českých hranic na rozhraní mezoregionů Opavská pahorkatina a Ratibořská kotlina. Historicky patří k Hornímu Slezsku. Prosluly jako rodiště romantického básníka Josepha von Eichendorffa a jsou střediskem německé menšiny. V roce 2016 zde žilo 337 obyvatel.

## Dějiny
V období lužické kultury zde na vysoké říční terase existovalo hradiště, které se svými 25 ha patří mezi nejrozlehlejší pravěká osídlení objevená na území dnešního Polska. Vznik je datován do 9. století př. n. l., zaniklo v důsledku požáru v 6. století př. n. l.

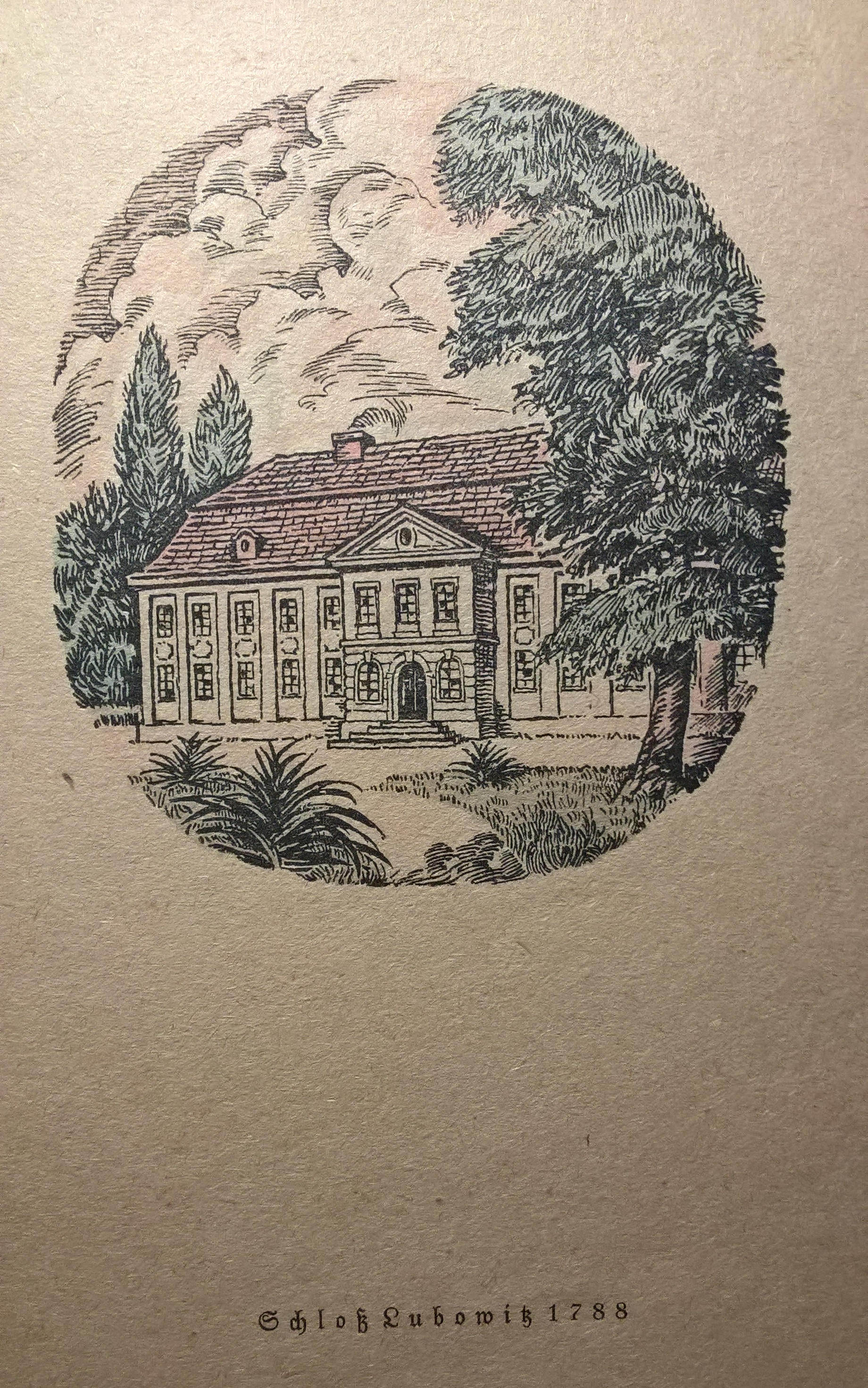
Podoba zámku v roce 1788

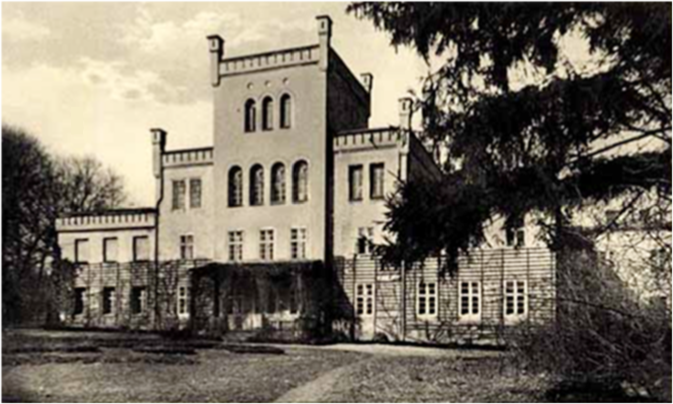
Zámek po novogotické přestavbě

První písemná zmínka o dnešních Lubovicích pochází z roku 1376. Prvními majiteli byl rod Luboviců, později patřily Vráninským z Vránina (1551–1646), Lichnovským z Voštic (1646–1723), Harrasovským z Harrasu (1723–1756), Gottliebu Rudolfu Gusnarovi (1756–1765) a Karlu von Klochovi (1765–1784). Politicky sdílely osudy Ratibořského knížectví, s nímž se ve 14. století staly součástí zemí Koruny české a po rozdělení Slezska v roce 1742 připadly Prusku (od roku 1871 ve sjednoceném Německu).
Do rukou Eichendorffů se panství Lubovice dostalo v roce 1784 sňatkem vyrůstavšího v Kravařích Adolfa Theodora Rudolfa von Eichendorffa s Karoline von Kloch. Narozený v roce 1788 Joseph von Eichendorff byl jejich druhým dítětem. V téže době, mezi lety 1780 až 1786, proběhla výstavba klasicistního zámku. Eichendorffské období končí smrtí Karoline v roce 1822. Kvůli dluhům způsobeným Adolfovou nehospodárností byly Lubovice vydraženy. Krátce patřily Salomonu Mayeru Rotschildovi a od roku 1852 až do konce druhé světové války byly majetkem ratibořských knížat von Hohenlohe. V roce 1858 proběhla přestavba zámku v duchu anglické novogotiky. V roce 1940 byla v slavnostním sále zámku otevřena pamětní síň Josepha von Eichendorffa.
V hornoslezském plebiscitu v roce 1921 se 75,4 % hlasujících v Lubovicích vyslovilo pro setrvání v Německu a obec nakonec zůstala v německé části okresu Ratiboř jinak rozděleného mezi Německo, Polsko (jihovýchodní část) a Československo (Hlučínsko). Součástí Polska se stala po druhé světové válce na základě Jaltské a Postupimské dohody.
Během sovětské ofenzívy v zimě 1945 byl lubovický zámek vypálen. Poválečné rabování a nezájem polské komunistické správy o „německou památku” vedly k jeho další devastaci. Teprve po roce 1989 byl zabezpečen jako zřícenina a stal se jedním z kulturních symbolů německé menšiny polského Slezska a  polsko-německého smíření.

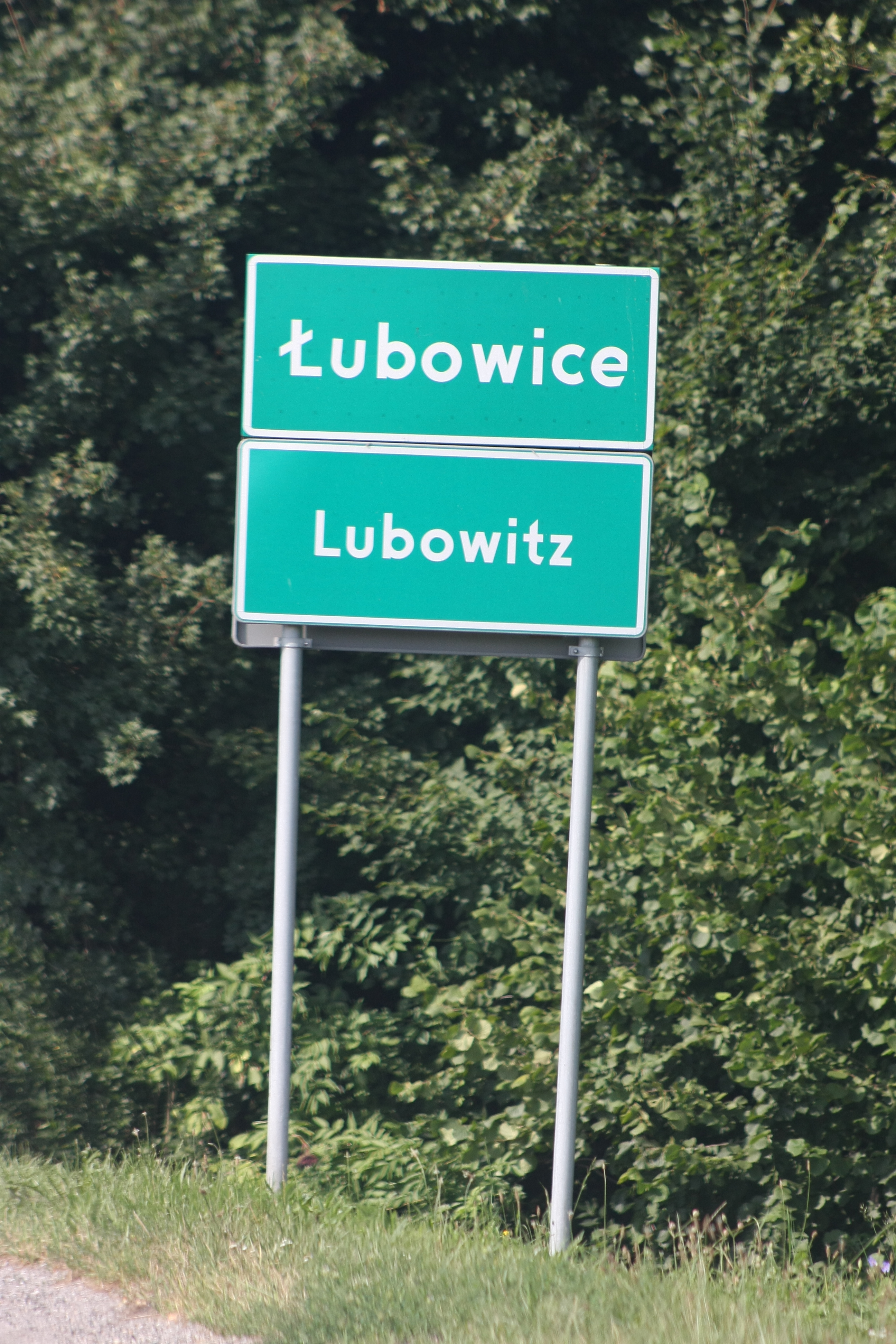
Dvojjazyčná příjezdová cedule

V roce 2000 vzniklo na základě Eichendorffova spolku (Eichendorff-Verein) Eichendorffovo hornoslezské centrum kultury a setkání (německy Oberschlesische Eichendorff-Kultur- und Begegnungszentrum, polsky Górnośląskie Centrum Kultury i Spotkań im. Eichendorffa), které převzalo péči o lubovické památky. V budově se nachází hotel, knihovna, konferenční prostory a výstavní síň. Slavnostního otevření se zúčastnil mj. Thomas Gottschalk, který spolku daroval 50 tisíc marek. Zámecká ruina byla ozdobena portrétem básníka a citátem z Eichendorffova románu Básníci a jejich druhové (Dichter und ihre Gesellen): Keinen Dichter noch liess seine Heimat los, tedy Žádného básníka se nepřestala držet jeho vlast. Na místním hřbitově najdeme hrob Eichendorffových v dětství zemřelých sourozenců Augusta Adolfa a Henrietty Sophie a také obelisk na jeho počest z roku 1936 (on sám byl pohřben v Nise). Další památkou obce je novogotický katolický kostel z roku 1907.
V roce 2008 byly Lubovice první obcí ve Slezském vojvodství, kde byla zavedena oficiální dvojjazyčnost.